# 沃爾多伯勒 (緬因州普查規定居民點)
沃爾多伯勒（英語：Waldoboro）是位於美國緬因州林肯縣的一個普查規定居民點。

## 人口
根據2020年美國人口普查的數據，沃爾多伯勒的面積為15.01平方千米，當中陸地面積為13.97平方千米，而水域面積為1.04平方千米。當地共有人口1300人，而人口密度為每平方千米86.61人。